# Desafinado/Hô-bá-lá-lá
Albums de João Gilberto
Chega de Saudade/Bim Bom
(1958) Chega de Saudade
(1959)
Desafinado/Hô-bá-lá-lá est le troisième 78 tours de João Gilberto, et sa seconde collaboration avec Antônio Carlos Jobim, sorti au label discographique Odeon en 1958. Cet album de deux titres présente pour la première fois au public brésilien la chanson Desafinado qui deviendra l'un des standards musicaux les plus connus de la bossa nova et du jazz. Tout comme le précédent, le disque a la particularité de contenir une composition personnelle de João Gilberto et une autre d'Antônio Carlos Jobim et Newton Mendonça. Les deux pistes de l'album seront directement intégrées à Chega de Saudade, le premier 33 tours de João Gilberto l'année suivante en 1959.

## Production
Après le succès fulgurant d'un premier 78 tours enregistré pour Odeon, un second album est commandé à João Gilberto par sa maison de disque. En dépit de difficultés techniques et de multiples accrochages entre João Gilberto, Antônio Carlos Jobim et les artistes les accompagnant, l'album sort juste avant l'été, en novembre 1958. Le succès est une nouvelle fois au rendez-vous et ne se dément pas. La mélodie de Desafinado entrera dans les annales de l'histoire musicale populaire brésilienne et est encore chanté de nos jours par de nombreux artistes. Le retentissement de ce second disque est tel qu'un album complet de douze titres est envisagé par Aloysio de Oliveira, directeur artistique de la célèbre maison de disque Odeon, sous la forme d'un 33 tours, ce sera Chega de Saudade.
Desafinado/Hô-bá-lá-lá (Odeon, 78T) est le deuxième des trois 78T qui sortiront dans la foulée de l'album Chega de Saudade (Odeon, 33T). João Gilberto réinterprétera Desafinado dans son dernier album en studio en 1999.

## Liste des pistes
| N° | Titre       | Auteurs                               | Durée |
| -- | ----------- | ------------------------------------- | ----- |
| A  | Desafinado  | Antônio Carlos Jobim, Newton Mendonça | 1:58  |
| B  | Hô-bá-lá-lá | João Gilberto                         | 2:15  |